# Aphyosemion australe
Aphyosemion australe è un piccolo pesce d'acqua dolce appartenente alla famiglia Nothobranchiidae.

## Distribuzione e habitat
Questa specie è diffusa nell'Africa tropicale (Gabon, Camerun, Angola, Congo), dove vive in tratti senza corrente dei fiumi, nei ruscelli e nelle paludi. Preferisce acque con grande presenza vegetale.

## Descrizione

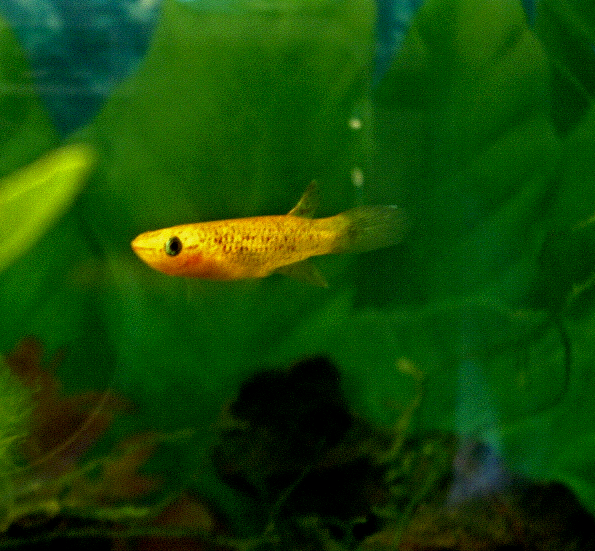
Una femmina "gold"

Il corpo è allungato, quasi cilindrico, con dorso leggermente appiattito. La pinna dorsale è alta e in posizione arretrata, specularmente alla pinna anale, anch'essa sviluppata in altezza e con il vertice posteriore appuntito. La pinna caudale è allungata e a lira. La femmina è più corta e tozza, con pinne meno allungate.
La livrea è piuttosto variabile, ed esistono due varietà cromatiche di base: una presenta corpo bruno-verde o violetto macchiettato di rosso, l'altra, conosciuta come "gold", varia dal giallo ocra al granata, puntinata di rosso. Le pinne sono arancioni orlate di rosso e bianco, così come la coda, con le due estremità laterali gialle, rosse e bianche. La femmina ha livrea più grigia o, nella varietà gold, giallo ocra. Raggiunge una lunghezza di 6 cm.

## Riproduzione

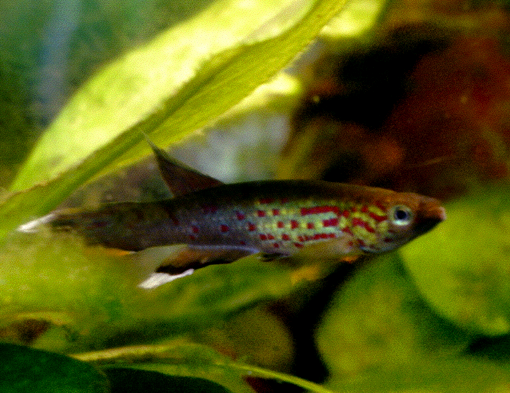
Un maschio nella livrea verde-viola

Non è un killifish stagionale, pertanto ha una durata della vita maggiore. Il maschio diventa aggressivo con le femmine, che sono spesso inseguite pertanto tendono a nascondersi tra la fitta vegetazione. Dopo questo movimentato corteggiamento la femmina accetta di deporre le uova che il maschio subito feconda, lasciandole poi sul fondo del corso d'acqua o su fini piante acquatiche, dove sono meglio confondibili con l'ambiente e quindi meno alla portata dei predatori.

## Alimentazione
Questa specie si nutre di crostacei, insetti e vermi.

## Acquariofilia
È un pesce piuttosto semplice da allevare in acquario: se ci si attiene alle esigenze della specie si riesce ad ottenere anche riproduzioni.